# جيري ليرش
جيري ليرش (بالتشيكية: Jiří Lerch)‏ هو لاعب كرة قدم ومدرب كرة قدم تشيكي في مركز الوسط، ولد في 17 أكتوبر 1971 في تشيسكي بوديوفيتسه في جمهورية التشيك. شارك مع منتخب جمهورية التشيك لكرة القدم. أما مع النوادي، فقد لعب مع دوكلا براغ وسلافيا براغ.

## وصلات خارجية
- جيري ليرش على موقع الاتحاد التشيكي (الإنجليزية)
- جيري ليرش على موقع قاعدة بيانات كرة القدم.إي يو (الإنجليزية)
- جيري ليرش على موقع ناشيونال فوتبول تيمز (الإنجليزية)
- جيري ليرش على موقع عالم كرة القدم.نت (الإنجليزية)